# Julia Hamburg
Julia Willie Hambourg, née le 26 juin 1986 à Hanovre,, est une femme politique allemande affiliée au parti Alliance 90/Les Verts depuis 2007.
Depuis le 19 février 2013, elle est membre du parlement de l'État de Basse-Saxe, depuis le 17 mars 2020 elle préside son groupe parlementaire et, à ce titre elle dirige  l'opposition au parlement de l'État. Elle se présente également comme la candidate la plus en vue des Verts aux élections régionales de 2022 en Basse-Saxe du 9 octobre 2022 .

## Biographie
Julia Hamburg étudie les sciences politiques, la philologie allemande et la philosophie à l'Université Georg-August de Göttingen. Elle n'a toutefois pas validé de diplôme.
Mère de deux enfants, elle souffre d'une cardiomyopathie du peripartum.
Julia Hambourg commence sa carrière politique comme porte-parole de la Jeunesse verte de Basse-Saxe. En 2011, elle est élue vice-présidente des Verts au niveau régional puis, en février 2013, elle succède à Anja Piel en tant que coprésidente des Verts de la Basse-Saxe avec son homologue masculin Jan Haude.
Lors des élections d'État en Basse-Saxe en 2013, Julia Hamburg est en 9e position sur la liste et est ainsi devenue députée de l'état de Basse-Saxe.
En septembre 2013, elle s'est mise en retrait, en raison d'une maladie cardiaque et démissionne de son poste de présidente de l'État en février 2014, tout en conservant son siège au parlement local.

## Fait divers et prises de position
Lors de la campagne électorale de 2022, elle se fait remarquer grâce à une énorme coquille sur son affiche. Dans sa circonscription (Hanovre), son affiche indique qu'elle se présentait « pour les Niedersachen » (Basses choses), au lieu de Niedersachsen (« Basse-Saxe »),. Un fichier avec une erreur aurait été envoyé à l'imprimeur. Cette erreur lui a valu des reproches publics sur les réseaux sociaux.
Quelques mois plus tard, en novembre 2022, c'est sa nomination au conseil de surveillance du constructeur automobile Volkswagen qui fait les gros titres des journaux, "elle qui ne possède pas de voiture et milite pour la fin des moteurs thermiques dès 2030", déclare par ailleurs ne pas diaboliser l'automobile. En Basse-Saxe, le constructeur automobile emploie 340 000 personnes en 2022.